# 高橋与市
高橋 与市（與市、たかはし よいち、1859年（安政5年12月） - 1931年（昭和6年）2月8日）は、日本の政治家、衆議院議員（2期）。

## 経歴
上総国望陀郡(のち千葉県君津郡、現・木更津市)に生まれる。馬来田村(のち富来田町、現・木更津市)長となる。
1892年の第2回衆議院議員総選挙において千葉7区から弥生倶楽部所属で立候補して初当選。1894年3月の第3回衆議院議員総選挙は不出馬。同年9月の第4回衆議院議員総選挙では自由党から立候補して復帰した。衆議院議員を2期務め、1896年に当選無効により衆議院議員を退職した。1931年死去。